# Чемпионат СССР по классической борьбе 1966
35-й Чемпионат СССР по классической борьбе проходил в Свердловске с 20 по 23 октября (легчайший, лёгкий, средний и тяжёлый веса) и в Ленинакане (наилегчайший, полулёгкий, полусредний и полутяжёлый веса) с 26 по 28 октября 1966 года. В соревнованиях участвовало 157 борцов.

## Медалисты
| Весовая категория | Золото                                        | Серебро                                            | Бронза                                             |
| ----------------- | --------------------------------------------- | -------------------------------------------------- | -------------------------------------------------- |
| Наилегчайший вес  | Сергей Рыбалко «Динамо» (Запорожье)           | Клим Олзоев «Трудовые резервы» (Новосибирск)       | К. Агаев «Трудовые резервы» (Баку)                 |
| Легчайший вес     | Владлен Тростянский Вооружённые Силы (Киев)   | Александр Кимстач «Локомотив» (Москва)             | Армаис Саядов «Динамо» (Баку)                      |
| Полулёгкий вес    | Сергей Агамов Вооружённые Силы (Баку)         | Юрий Мистулов «Локомотив» (Киев)                   | С. Княжев «Труд» (Киров)                           |
| Лёгкий вес        | Давид Гванцеладзе «Спартак» (Тбилиси)         | Владимир Новохатько «Спартак» (Тернополь)          | Л. Липатов «Труд» (Москва)                         |
| Полусредний вес   | Георгий Вершинин Вооружённые Силы (Москва)    | Владислав Ивлев «Буревестник» (Московская область) | В. Бусько «Локомотив» (Киев)                       |
| Средний вес       | Тамаз Мачавариани «Буревестник» (Тбилиси)     | Валентин Оленик «Спартак» (Новокузнецк)            | Анатолий Киров Вооружённые Силы (Москва)           |
| Полутяжёлый вес   | Василий Меркулов «Спартак» (Воронеж)          | Алексей Кармацких «Спартак» (Волгоград)            | Николай Яковенко Вооружённые Силы (Ростов-на-Дону) |
| Тяжёлый вес       | Николай Шмаков «Спартак» (Московская область) | Анатолий Кочнев «Спартак» (Омск)                   | Александр Подзюнский «Спартак» (Москва)            |